# 모로코 요리

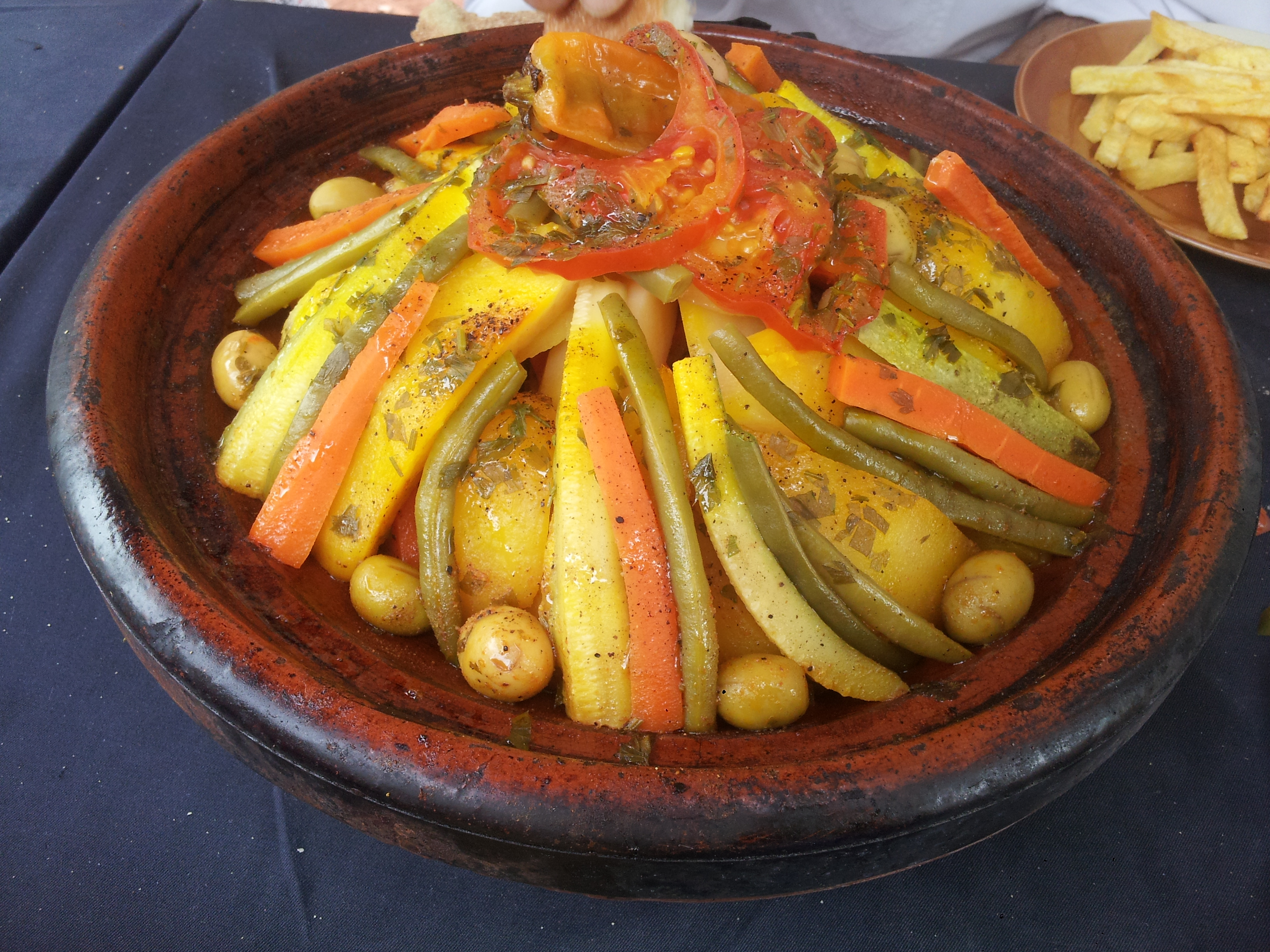
타진

모로코 요리(Morocco 料理, 아랍어: مطبخ مغربي 마트바크 마그리비이[*])는 북아프리카 마그레브 지역에 있는 모로코의 요리이다. 세계에서도 가장 다채로운 요리로 손꼽힌다. 이는 모로코라는 국가 자체가 이슬람계를 비롯해 베르베르인, 무어인, 지중해 국가 출신자, 아프리카인, 스페인 출신 등의 이베리아계 주민, 유태인 등 다양한 인종의 영향을 받았기 때문이다. 예로부터 왕실에서 전해지던 왕실 요리를 비롯해 수많은 민족의 요리가 지금의 모로코 요리가 있기까지 지대한 영향을 끼쳤다.

## 영향과 역사
수많은 문명이 머물러 가는 기착지로 여겨졌던 모로코는 이 때문에 수많은 영향을 받았다. 베르베르인이 옛날부터 거주 했으므로 그들의 음식이 뿌리를 두었다면 그 뿌리는 다양하게 뻗어 내려 아랍식 안달루시아 요리를 스페인계 주민에 의해 이어 받았고 터키인들에 의해 터키 요리가 자리 잡았다. 뿐만 아니라 유태인계 요리도 다수 남아 있다.
중세 피난민들은 바그다드를 떠나 모로코에 정착 했고 그들의 요리법은 다시 모로코에 적용 되었지만 중동에서는 사라졌다. 이는 12세기 기독교인들에 의해 전해진 요리법에 따라 파악된 것으로서 현재의 모로코 요리법이 과거 12세기의 것과 상당히 흡사한 점이 강하다고 한다. 대체적으로 과일과 육류를 함께 조리 하며 양고기나 살구, 닭고기를 많이 쓴다. 아랍계 피난민의 영향력이 커서 스페인에서 쫓겨나 남하한 사람들이 이곳에 정착 하면서 많은 영향을 끼쳤다.

## 재료
모로코에서는 지중해 원산 식물이 많이 나기 때문에 열대 과일 뿐 아니라 다양한 야채가 많이 난다. 또한 양이나 소 뿐 아니라 해산물도 많이 나서 그 풍미와 풍부함이 더욱 더해지는 결과를 낳았다.

## 향신료 사용

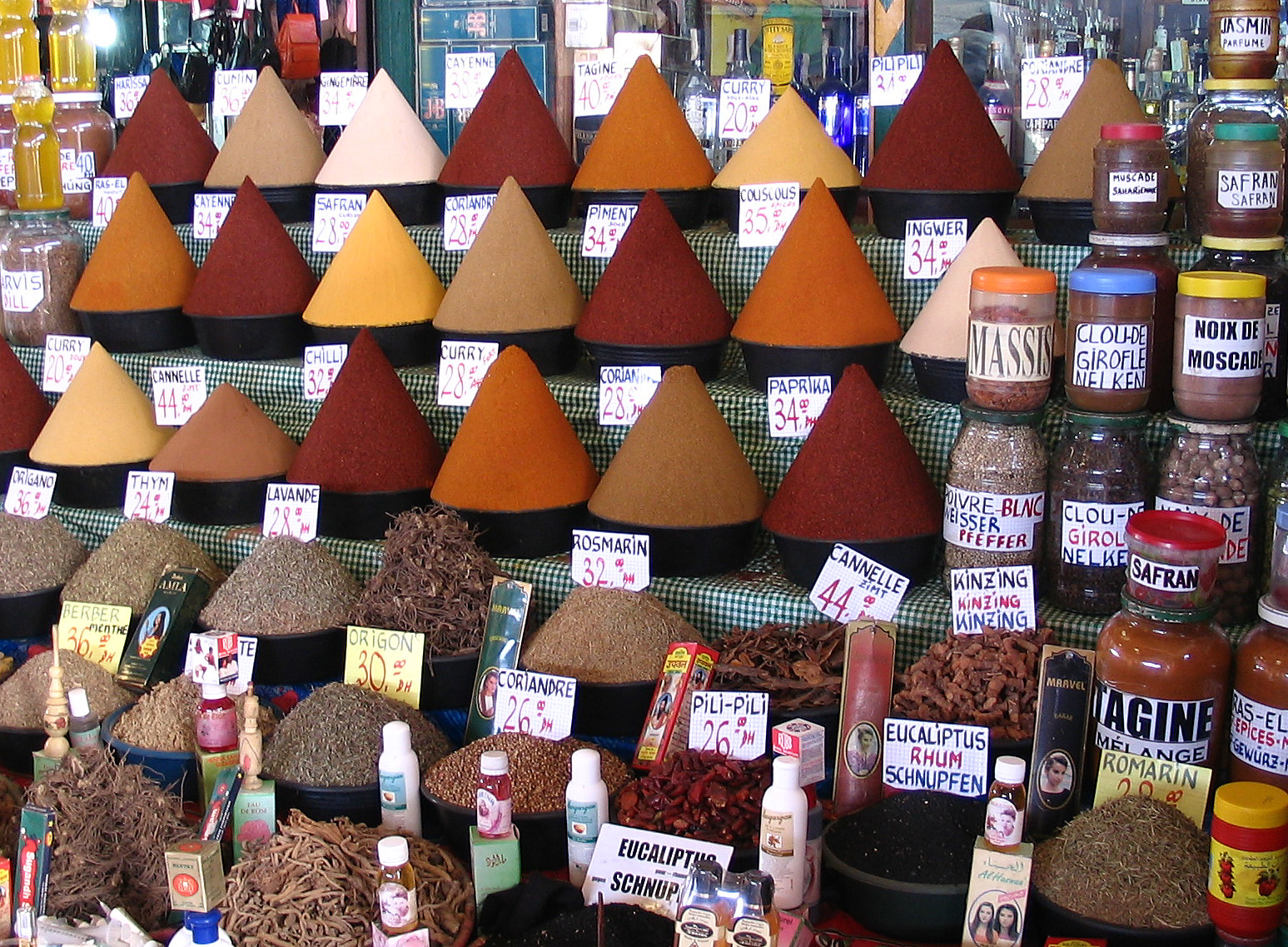
지역 가게에서 볼 수 있는 향신료

향신료는 모로코 음식에서 아주 널리 쓰이며 수천년 전에 수입됐다. 당시부터 샤프란이나 민트, 올리브, 오렌지, 레몬 등은 예부터 일대에 자라기도 했고 외국의 영향을 받아 더욱 더 다양해졌다. 대개 시나몬이나 큐민, 심황, 생강, 흑후추, 파프리카, 참깨, 코리안더, 파슬리 등을 많이 사용한다.

## 식사
점심식사가 하루 세 끼 중 가장 중요하다. 다만 라마단일 경우에는 제외된다. 보통 식사 때는 뜨겁거나 차가운 샐러드를 먹고 뒤이어 빵이 나오는데 빵은 항시 등장하는 단골손님이다. 양 혹은 닭고기가 다음에 나오며 야채와 고기를 조린 스프가 다음을 잊는다. 마지막 순서는 달콤한 민트차이다. 모로코 인들이 손가락으로 식사를 하는 것은 흔하며 그들에게 있어 손가락이 주방 기구와도 같다.

## 주재료

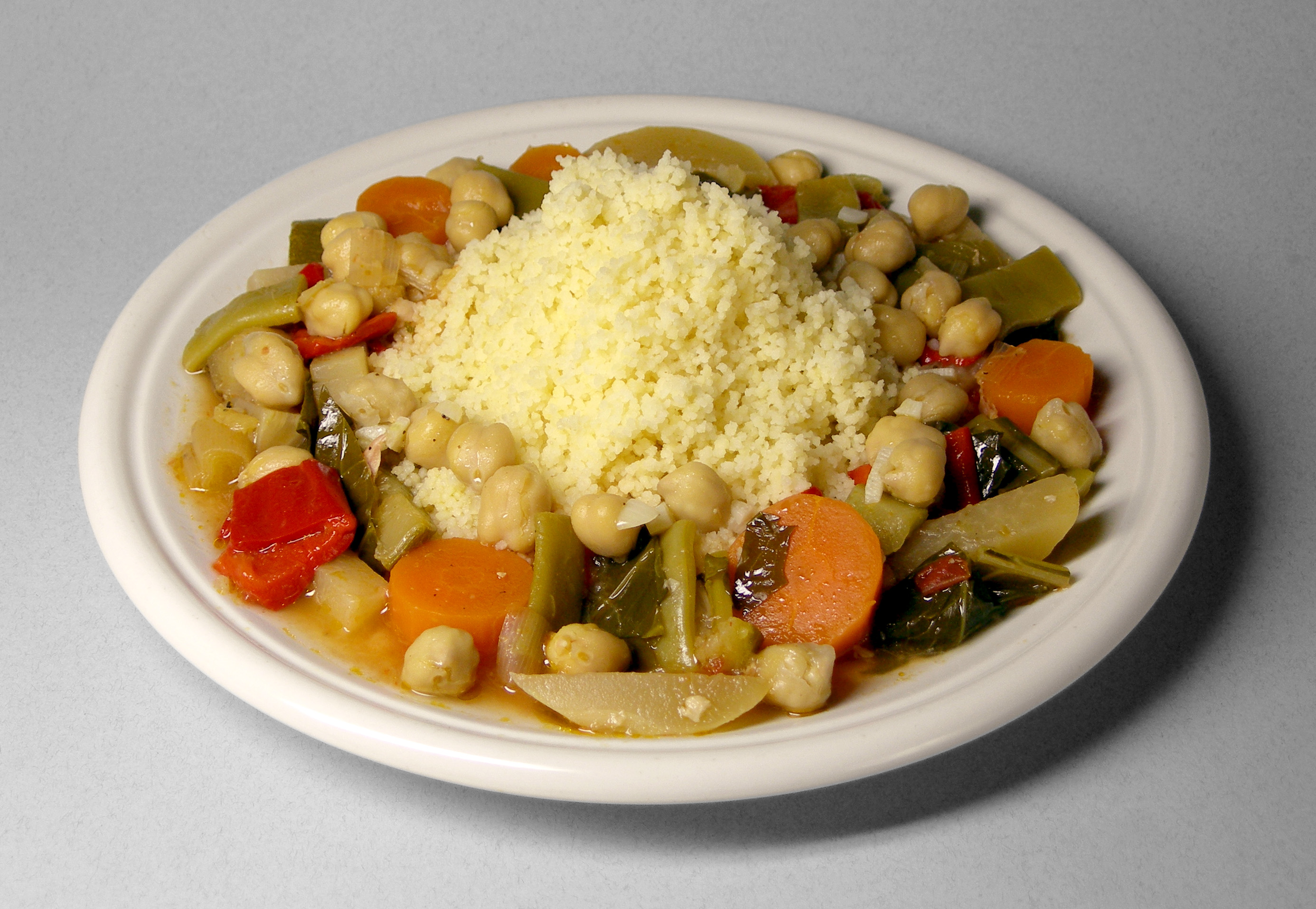
쿠스쿠스 요리

모로코 요리는 대게 쿠스쿠스로 친숙하며 베르베르 민족의 유산으로 여겨진다. 아주 오래된 음식이다. 소고기는 대게 생고기 그대로 먹거나 조리해서 먹는데 양고기가 더 고급스러운 것으로 인식되나 비싸서 흔치 않다. 가금류의 경우에는 역사적으로도 오랫동안 사용됐으며 해산물의 중요성이 날로 커지고 있다. 북아프리카에서 사육하는 양들은 대게 지방질이 꼬리에 모여 있는데 이는 유럽산 양들과 달라서 유럽의 양고기가 대게 시큼하거나 톡 쏘는 맛이 있다면 모로코 양고기는 맛이 독하지 않고 차분하다.
가장 유명한 요리는 쿠스쿠스와 파스티야, 타지네 등이 있다. 수프 등도 요리 자체로 취급되기도 하는데 이는 과일이나, 쇠고기 등을 이용하여 요리해 내오기 때문이다. 다만 고기류는 라마단 기간에는 빼고 과일만 넣는다.

## 후식
단 음식이 거의 마지막에 항상 나온다. 계절마다 과일이 많이 나기 때문에 흔한데 가장 흔한 것은 캅 엘 그잘kaab el ghzal이라고 하는 요리로서 아몬드 가루와 설탕을 흩뿌린 달콤한 과자이다. 다른 것은 "할와 쉐바키아 Halwa shebakia "라는 것으로 밀가루를 튀겨낸 다음에 참깨를 부리고 위에 꿀을 뿌린 디저트이다. 할와 요리는 대개 라마단에 많이 먹는다.

## 음료
모로코인들이 가장 즐기는 차는 아타이(민트차)이다. 대체적으로 맛있는 민트차를 차는 것은 예술과도 가깝게 추앙돼 왔으며 가족들이나 친구들끼리 매일매일 잠시 얘기를 나누고 즐겁게 쉬는 시간으로 간주된다. 차를 따르는 것은 기술이자 차의 맛을 좌우한다고 보기도 한다. 각설탕 등을 넣기도 한다.
모로코 찻주전자는 길고 긴 대롱이 있어서 작은 찻잔에 높이서도 부을 수가 있다. 모로코 사람들은 대개 차에 거품이 조금이라도 있는 것을 좋아하는데 높이 붓기도 하고 그때 컵을 잡고 받는 경우가 꽤 있기 때문이다.
차는 시장에서도 흔히 구할 수 있는데 거의 2~3 디나르면 살 수 있다. 사려고 하면 그냥 차 한잔은 주는 사람도 많은 편이지만 가격은 천차만별이다.

## 패스트푸드

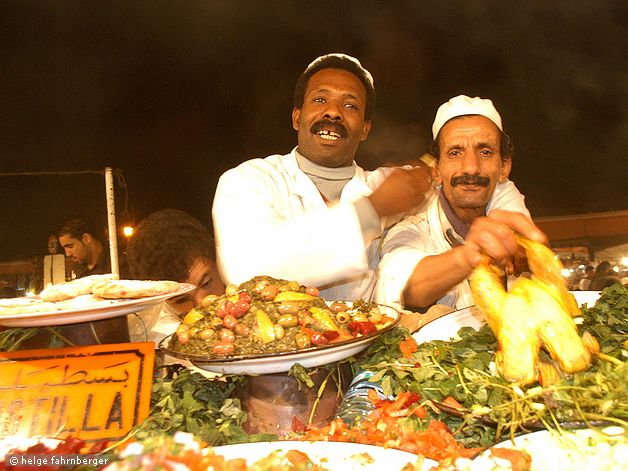
Street fastfood

거리에서 먹을 수 있는 패스트푸드는 아주 흔해서 대도시에서는 아주 흔히 볼 수 있다. 1980년대 이후로 새로운 스낵을 주로 한 레스토랑이 문을 열었고 스페인 식 보카디요를 내놓기 시작했다. 보카디요는 스페인식 샌드위치로서 지역마다 넣는 재료가 다르지만 대체적으로는 바게트 사이에 참치, 고기, 노른자를 넣는다.
낙농품은 모든 곳에서 구할 수 있다. 이러한 가게를 mahlabas라고 부르는데 모든 유제품을 구할 수 있으며 일종의 작은 스낵바로 볼 수도 있다. 1990년대 이후로는 다국적 기업 패스트푸드점이 연이어 주요 도시에 문을 열었다.

## 세계 속의 모로코 요리
쿠스쿠스는 북아프리카를 대표하는 요리로서 비단 모로코 뿐 아니라 다른 나라에서도 여러 형태로 존재한다. 유럽의 여러 레스토랑이나 작은 가게에서도 쿠스쿠스를 많이 볼 수 있는데 특히 프랑스와 영국에 모로코식 요리를 레몬으로 향을 가미해 많이 존재하고 있다.

## 같이 보기
- 마그레브 요리
- 아랍 요리
- 지중해 요리